# Psicoterapia corporal
Psicoterapia corporal também chamado de psicoterapia orientada para o corpo, é uma abordagem para psicoterapia que aplica princípios básicos de psicologia somática. Originou-se no trabalho de Pierre Janet, Sigmund Freud e particularmente Wilhelm Reich que o desenvolveu como vegetoterapia. Dentre as modalidades de terapia corporal, a análise bioenergética é uma psicoterapia relacional enraizada nas diferentes funções do self: sua função energética, sensorial, muscular, emocional e representações mentais. A abordagem terapêutica combina o trabalho com processos energéticos, movimento, postura, expressão emocional, imagens, análise psicológica e experiência relacional. Lida com a liberação do organismo das tensões musculares crônicas. Facilita a aprendizagem da auto-regulação dos afetos; como lidar com intimidade afetiva e dificuldades sexuais; como compreender e dissolver formas repetitivas e dolorosas de se relacionar. O processo terapêutico inclui experiência corporal e interação entre cliente e terapeuta.
O processo metodológico se baseia na compreensão dos padrões primários de apego e das respostas caracterológicas aos déficits, traumas e conflitos que se desenvolveram durante a vida. Examina-se a história pessoal, como ela influencia a estrutura do self, assim como a forma e a motilidade do corpo, e particularmente o impacto nos relacionamentos e na capacidade para o prazer, a alegria e socialização.